# 열대요란

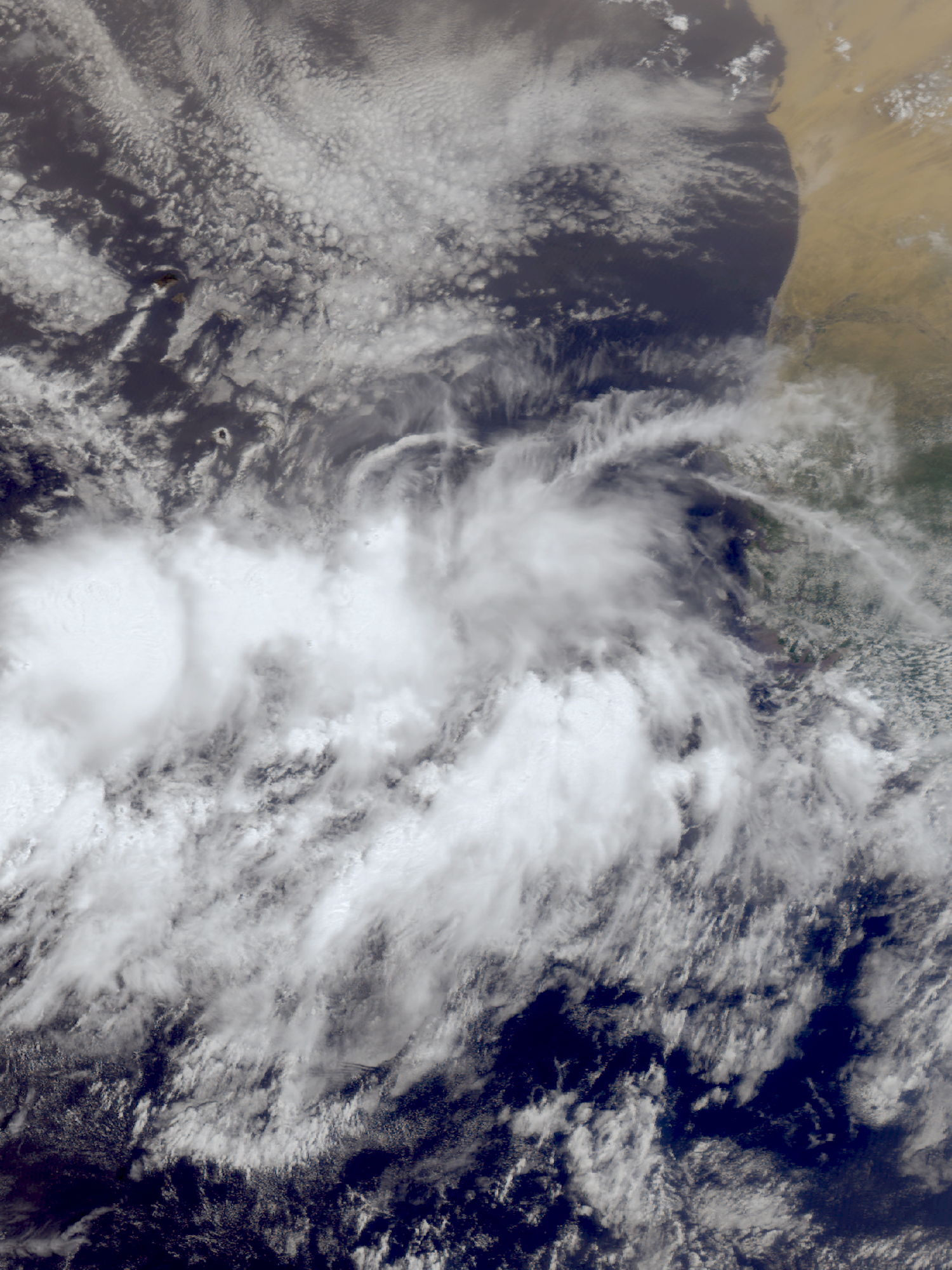
2022년 8월 8일, 열대요란 97L이 아프리카 서해안에 형성된 모습.

기상학에서 열대요란(Invest, "조사구역"(investigative area)의 줄임말)이란 열대 저기압으로 발달할 가능성이 있는 곳을 모니터링하기 위한 지정된 요란 기상구역을 뜻한다. 열대요란을 지정하는 곳은 미국의 미국 국립 허리케인 센터, 중앙태평양 허리케인 센터, 미국 합동태풍경보센터 세 곳에서 각각 지정한다.
열대요란(또는 관심지역(areas of interest))은 미국에서만 사용, 지정하는 용어로 미국에 있는 3곳의 별도 예보 센터에서 관측, 지정하는데 플로리다주 마이애미에 있는 국립 허리케인 센터(NHC)는 북대서양과 동북태평양 구역(140°W 자오선 동쪽)을 관장하며, 하와이주 호놀룰루에 있는 중앙태평양 허리케인 센터(CPHC)는 북중태평양 지역(날짜 변경선에서 140°W 자오선 사이) 지역을 관장하고 하와이 진주만(이전에는 괌에 위치)에 있는 미국 합동태풍경보센터(JTWC)는 날짜 변경선 서쪽 서북태평양 구역 등 그 외 지역의 미국 정부의 이해에 따라 감시하고 있다. 한 저기압을 열대요란으로 지정한다고 해서 해당 저기압이 반드시 열대 저기압(열대폭풍 및 태풍/허리케인)으로 발달한다는 뜻은 아니다.

## 지정 방식
| 관할구역                                      | 예보 센터     | 접미사 | 부여 번호                     |
| --------------------------------------------- | ------------- | ------ | ----------------------------- |
| 북대서양                                      | NHC           | L      | Invest-90L부터 Invest-99L까지 |
| 동북태평양 (140°W 동쪽)                       | NHC           | E      | Invest-90E부터 Invest-99E까지 |
| 북중태평양 (IDL 동쪽부터 140°W 서쪽)          | CPHC          | C      | Invest-90C부터 Invest-99C까지 |
| 서북태평양 (IDL 서쪽)                         | JTWC          | W      | Invest-90W부터 Invest-99W까지 |
| 북인도양 (벵골만)                             | JTWC (비공식) | B      | Invest-90B부터 Invest-99B까지 |
| 북인도양 (아라비아해)                         | JTWC (비공식) | A      | Invest-90A부터 Invest-99A까지 |
| 서남인도양 & 오스트레일리아 지역 (135°E 서쪽) | JTWC (비공식) | S      | Invest-90S부터 Invest-99S까지 |
| 오스트레일리아 지역 & 남태평양 (135°E 동쪽)   | JTWC (비공식) | P      | Invest-90P부터 Invest-99P까지 |
| 남대서양                                      | NRL, NHC      | Q      | Invest-90Q부터 Invest-99Q까지 |
| 지중해                                        | SAB           | M      | Invest-90M부터 Invest-99M까지 |

열대요란은 90부터 99까지 번호가 매겨지며, 북대서양 구역에서는 "L", 동태평양 및 중앙태평양 구역에서는 각각 "E"와 "C", 서태평양 구역에는 "W"가 접미사로 붙는다.
또한 미국 합동태풍경보센터는 남반구에서 미국 정부의 이해(주로 군사 부문)를 위해 비공식 경보를 발표하는데 135°E 서쪽(서남인도양 구역을 포함한 남인도양과 오스트레일리아 근해 구역 서쪽 절반)에는 열대요란에 "S" 접미사를 붙이며, 135°E 동쪽(오스트레일리아 근해 구역 동쪽 절반과 남태평양 구역)의 열대요란엔 "P" 접미사를 붙인다. 또한 북인도양 구역의 열대요란도 JTWC가 지정하는데 아라비아해 방면은 "A"로, 벵골만 방면은 "B"로 접미사를 붙인다.
미국 해군 연구소의 해양기상지부도 세계기상기구(WMO)는 공식적인 열대 저기압 구역으로 인정하고 있진 않지만 남대서양에서 형성되는 열대요란에 "Q"라는 접미사를 붙이며 감시한다.
"L"을 제외하고 이런 접미사는 NHC와 CPHC에서 감시하는 열대 및 아열대 저기압(및 잠재적 열대 저기압)에 할당된 열대 저기압 번호(줄여서 TC 번호)에서도 사용되며 JTWC에서 추적하는 모든 열대, 아열대, 잠재적 열대 저기압에도 사용한다.

## 번호 체계
열대요란에 붙이는 숫자는 한 시즌 동안 순환해서 사용하며 필요에 따라 재사용한다. 즉 99번 이후 다음 열대요란은 90으로 지정된다. 이와 대조적으로 TC 번호는 매 년/시즌마다 01부터 시작해서 계속 번호가 늘어나며 NHC 및 CHPC가 감시하는 구역에서는 보통 30번까지 번호가 붙여진다. 자동 열대 저기압 예보 체계에서는 하드코딩으로 최대 49번까지 제한을 두고 있다. 적절한 열대 저기압에 붙여진 TC 번호는 다음 년도까지 재사용하지 않는다. 만약 열대요란이 (아)열대성 저기압으로 발달하면 목록의 다음 이름/번호로 재분류된다. 저압부나 JTWC 사이클론으로 발달하는 경우 TC 번호가 붙여진다. NHC도 이전 해를 기준으로 사이클론에 번호를 붙인다.

## 같이 보기
- 태풍